# Eugen von Lotzbeck
Eugen Freiherr von Lotzbeck (24 de febrero de 1882-22 de mayo de 1942) fue un jinete alemán que compitió en la modalidad de doma. Participó en los Juegos Olímpicos de Ámsterdam 1928, obteniendo una medalla de oro en la prueba por equipos.

## Palmarés internacional
| Juegos Olímpicos | Juegos Olímpicos         | Juegos Olímpicos | Juegos Olímpicos |
| Año              | Lugar                    | Medalla          | Categoría        |
| ---------------- | ------------------------ | ---------------- | ---------------- |
| 1928             | Ámsterdam (Países Bajos) | Medalla de oro   | Por equipos      |